# Epichlorohydryna
Epichlorohydryna – organiczny związek chemiczny z grupy epoksydów zawierający boczną grupę chlorometylową.
W warunkach przemysłowych epichlorohydrynę uzyskuje się poprzez chlorowanie propylenu do chlorku allilu, a następnie epoksydację tego ostatniego.
Znajduje zastosowanie w wytwarzaniu żywic epoksydowych.